# Vlag van Homel (stad)

Vlag van Homel

De vlag van Homel toont het stadswapen op een lichtblauwe achtergrond. Dit is sinds 2 augustus 1997 het officiële symbool van de Wit-Russische stad Homel.
De vlag heeft een hoogte-breedteverhouding van 1:2.
De vlag bestaat uit blauwe veld met in het midden van de rechterkant waarvan het wapen een liggende gele lynx is.